# Tindfjallajökull
Tindfjallajökull – nieczynny wulkan w południowo-zachodniej Islandii; zaliczany do stratowulkanów.
Tindfjallajökull utworzony został z law o zmiennym składzie od bazaltu do ryolitu. Najwyższy szczyt Ýmir ma wysokość 1462 m n.p.m. Kaldera o szerokości 5 km powstała ok. 54 000 lat temu (w plejstocenie). Ostatnia erupcja miała miejsce w holocenie, w nieznanym czasie.
Kalderę wypełnia lodowiec o powierzchni 19 km². Jest to jedenasty pod względem wielkości lodowiec Islandii.